# Agana Heights
Agana Heights (en chamorro : Tutuhan) est l'une des dix-neuf villes du territoire américain de Guam. Elle est localisée dans les collines sud de Hagåtña, dans la partie centrale de l’île. L'hôpital de l'United States Navy se situe dans la partie résidentielle de celle-ci.

## Éducation
- La ville abrite le département de l'éducation de Guam.
- L'école élémentaire de Agana heights se trouve dans la ville.

## Démographie
| Groupe            | Groupe                | Agana Heights | Guam |
| ----------------- | --------------------- | ------------- | ---- |
| Océano-Américains | Chamorros             | 62,9          | 37,3 |
| Océano-Américains | Chuukois              | 6,5           | 7,0  |
| Océano-Américains | autres                | 3,6           | 5,0  |
| Métis             | Métis                 | 10,0          | 9,4  |
| Asio-Américains   | Philippino-Américains | 7,9           | 26,3 |
| Asio-Américains   | autres                | 2,1           | 5,9  |
| Blancs            | Blancs                | 5,8           | 7,1  |
| autres            | autres                | 0,2           | 0,3  |
| Total             | Total                 | 100           | 100  |